# Agropir

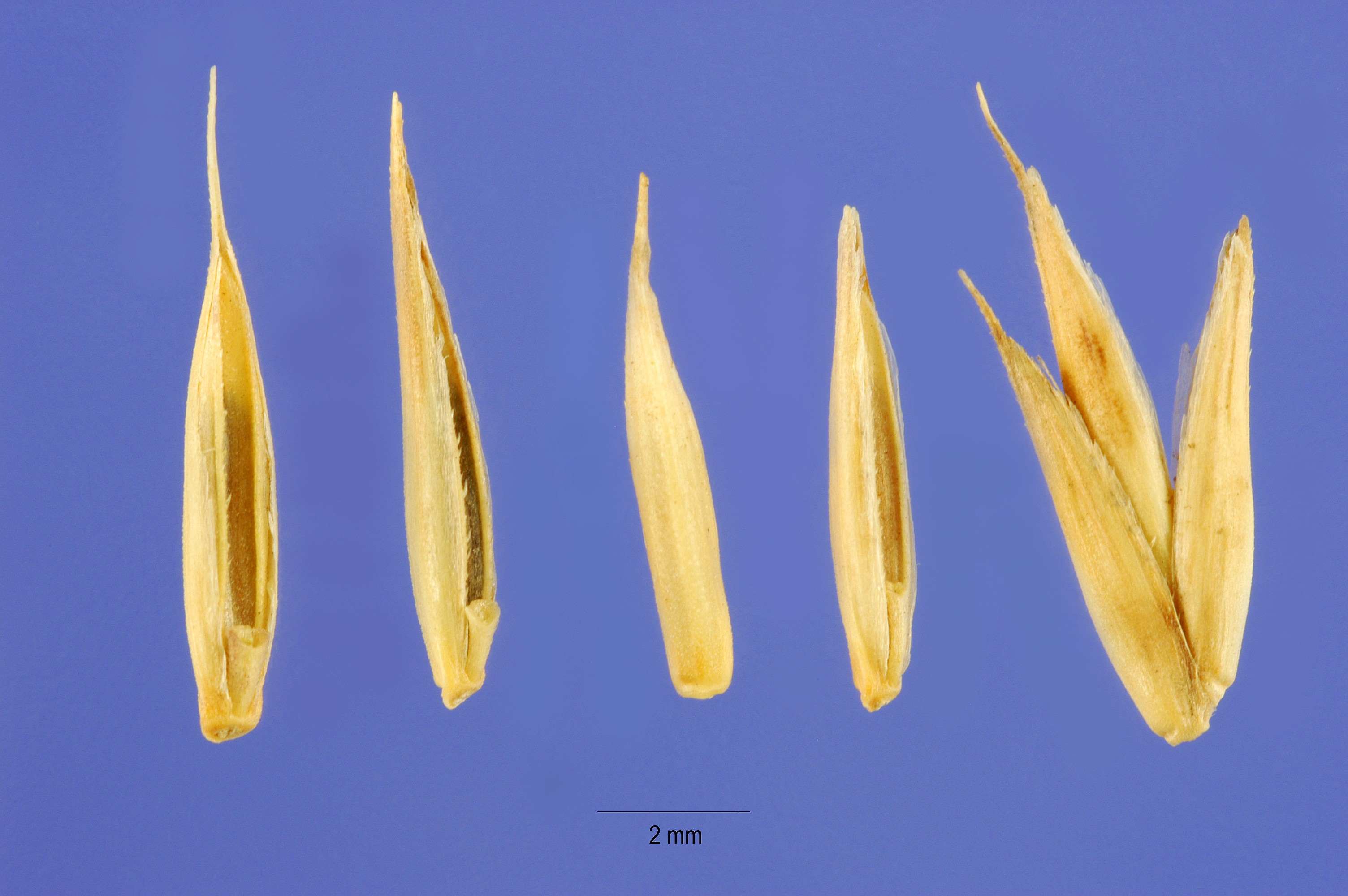
Llavors d'Agropyron desertorum

Els agropirs (Agropyron) són un gènere de plantes de la família de les poàcies, ordre de les poals, subclasse de les commelínides, classe de les liliòpsides, divisió dels magnoliofitins, la seva distribució és en les regions de clima temperat de tot el món.
Són plantes perennes que creixen formant gran mates al pas de la primavera cap a l'estiu. la resta de l'any es presenten amb la tija reduïda a un petit conus.
Són natives de l'Àsia Menor, els Balcans i el sud de Rússia. El gènere conté unes 150 espècies. Diverses espècies es cultiven com plantes farratgeres i per controlar l'erosió i especialment són recomanables en zones àrides i semiàrides, ja que de manera natural arriben a dominar en la vegetació de les estepes desèrtiques, però són molt adaptables a diferents climes i sòls.
Agropyron repens i Agropyron junceum es fan servir per fixar sòls a espanya, la primera espècies a tota la península Ibèrica i la segona en el litoral est i sud peninsular

## Taxonomia
- Agropyron abchazicum Waron.
- Agropyron abolini Drobow
- Agropyron acadiense F.T. Hubb.
- Agropyron acutiforme Rouy
- Agropyron acutum (DC.) Roem. i Schult.
- Agropyron aegilopoides Drobow
- Agropyron aemulans (Nevski) N.M. Kusn.
- Agropyron afghanicum Melderis
- Agropyron agroelymoides (Hicken) J.H. Hunz.
- Agropyron aitchisonii (Boiss.) P. Candargy
- Agropyron alaicum Drobow
- Agropyron alaskanum Scribn. i Merr.
- Agropyron alatavicum Drobow
- Agropyron albicans Scribn. i J.G. Sm.
  - Agropyron albicans var. griffithii Scribn. i J.G. Sm. ex Piper
- Agropyron algeriense Run.
- Agropyron alpinum (Schur) Schur ex P. Candargy
- Agropyron altissimum (Schur) Schur ex P. Candargy
- Agropyron ambigens (Hausskn. ex Halácsy) Roshev.
- Agropyron amgunense Nevski
- Agropyron amurense Drobow
- Agropyron andinum (Scribn. i J.G. Sm.) Rydb.
- Agropyron androssovii Roshev.
- Agropyron angarense Peshkova
- Agropyron angulare Nevski
- Agropyron angustifolium (Link) Schult.
- Agropyron angustiglume Nevski
- Agropyron antarcticum Parodi
- Agropyron antiquum Nevski
- Agropyron apiculatum Tscherning
- Agropyron apricum Opiz
- Agropyron araucanum (Parodi) Nicora
- Agropyron arcuatum Golosk.
- Agropyron arenarium Opiz ex Bercht.
  - Agropyron arenarium var. aristatum Opiz
  - Agropyron arenarium var. submuticum Opiz
- Agropyron arenicola Burtt-Davy
- Agropyron argenteum (Nevski) pavl.
- Agropyron arinarium W. Wang i Skv.
- Agropyron aristatum Besser ex W.D. Jacks.
- Agropyron arizonicum Scribn. i J.G. Sm.
- Agropyron armenum Nevski
- Agropyron arundinaceum (Steud.) P. Candargy
- Agropyron arvense Bercht.
- Agropyron asperum Sennen
- Agropyron atbassaricum Golosk.
- Agropyron athericum (Link.) Samp.
- Agropyron athericum (Link) Samp.
- Agropyron attenuatiglume Nevski
- Agropyron attenuatum (Kunth) Roem. i Schult.
  - Agropyron attenuatum var. araucanum Parodi
  - Agropyron attenuatum var. attenuatum
  - Agropyron attenuatum var. platense Parodi
  - Agropyron attenuatum var. ruizianum Parodi
- Agropyron aucheri Boiss.
- Agropyron badamense Dorbov
- Agropyron bakeri E. Nels.
- Agropyron banaticum (Heuff.) Lajos
- Agropyron barbicallum Ohwi
- Agropyron barbulatumSchur
- Agropyron batalinii (Krasn.) Roshev.
- Agropyron berezovcanum Prodán
  - Agropyron berezovcanum var. villosum Prodán
- Agropyron bicorne (Forssk.) Roem. i Schult.
- Agropyron biflorum (Brign.) Roem. i Schult.
  - Agropyron biflorum var. biflorum
  - Agropyron biflorum var. laxum (Dmitr.) Fedtsch.
- Agropyron biforme Fig. i De Not.
- Agropyron bonaepartis (Spreng.) T. Durand i Schinz
  - Agropyron bonaepartis var. ciliatum (Kuntze) Roshev.
  - Agropyron bonaepartis var. pilosum Grossh.
- Agropyron boreale (Turcz.) Dorbov
  -     - Agropyron boreale ssp. alaskanum (Scribn. i Merr.) Melderis
    - Agropyron boreale ssp. hyperarcticum (Polunin) Melderis

  - Agropyron boreale var. alaskanum (Scribn. i Merr.) Welsh
  - Agropyron boreale var. hyperarcticum (Polunin) S.L. Welsh
- Agropyron borianum Melderis
- Agropyron bourgeaei Boiss.
- Agropyron brachyphyllum Boiss. i Haussk. ex Boiss.
  - Agropyron brachyphyllum var. submuticum Bornm. i Gauba
- Agropyron brachypodioides (Nevski) Czerepnin
- Agropyron brandzae Pant|7u i Solacolu
- Agropyron breviaristatum Hitchc.
- Agropyron brevifolium Scribn.
- Agropyron brevissimum P. Beauv.
- Agropyron bromiforme Schur
- Agropyron brownei (Kunth) Tzvelev
- Agropyron bulbosum Boiss.
- Agropyron burchan-buddae Nevski
- Agropyron buschianum Roshev.
- Agropyron cristatum